# Coux (Ardèche)
Coux é uma comuna francesa na região administrativa de Auvérnia-Ródano-Alpes, no departamento de Ardèche. Estende-se por uma área de 12,02 km². Em 2010 a comuna tinha 1 694 habitantes (densidade: 140,9 hab./km²).